# 曾熙故居
曾熙故居，又名慈德堂，是清末民初书画家曾熙的故居，位于湖南省衡阳县石市乡石狮村石狮口。2019年，曾熙故居被列为湖南省文物保护单位

## 建筑
曾熙故居建于1886年（光绪十二年），系土木青砖结构，共计49间房。房屋正厅前还有一座长1.5米高1.2米的御赐建筑牌坊，牌坊正中刻有钦赐“圣旨”匾牌。房屋为五进两横，每进大门两侧各有一长方体组合石柱。